# Iglesia de madera de Haltdalen

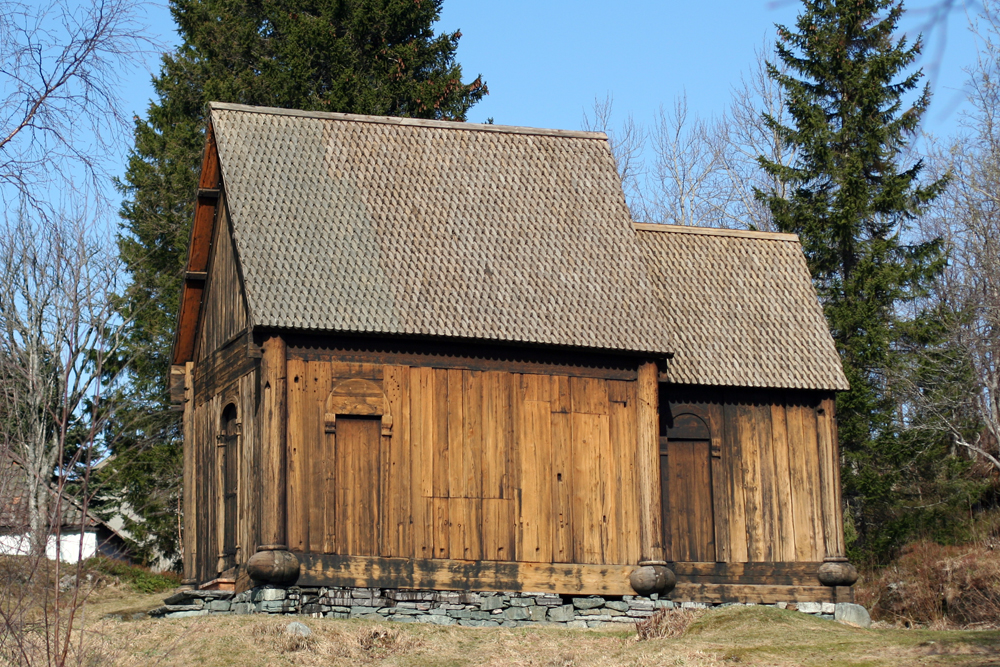
La iglesia de madera de Haltdalen, en Trondheim.

La iglesia de madera de Haltdalen es un stavkirke originalmente erigida en Haltdalen (actual municipio de Holtålen), en Noruega, hacia la década de 1170. Actualmente se localiza en el Museo Popular de Trøndelag, en Trondheim.

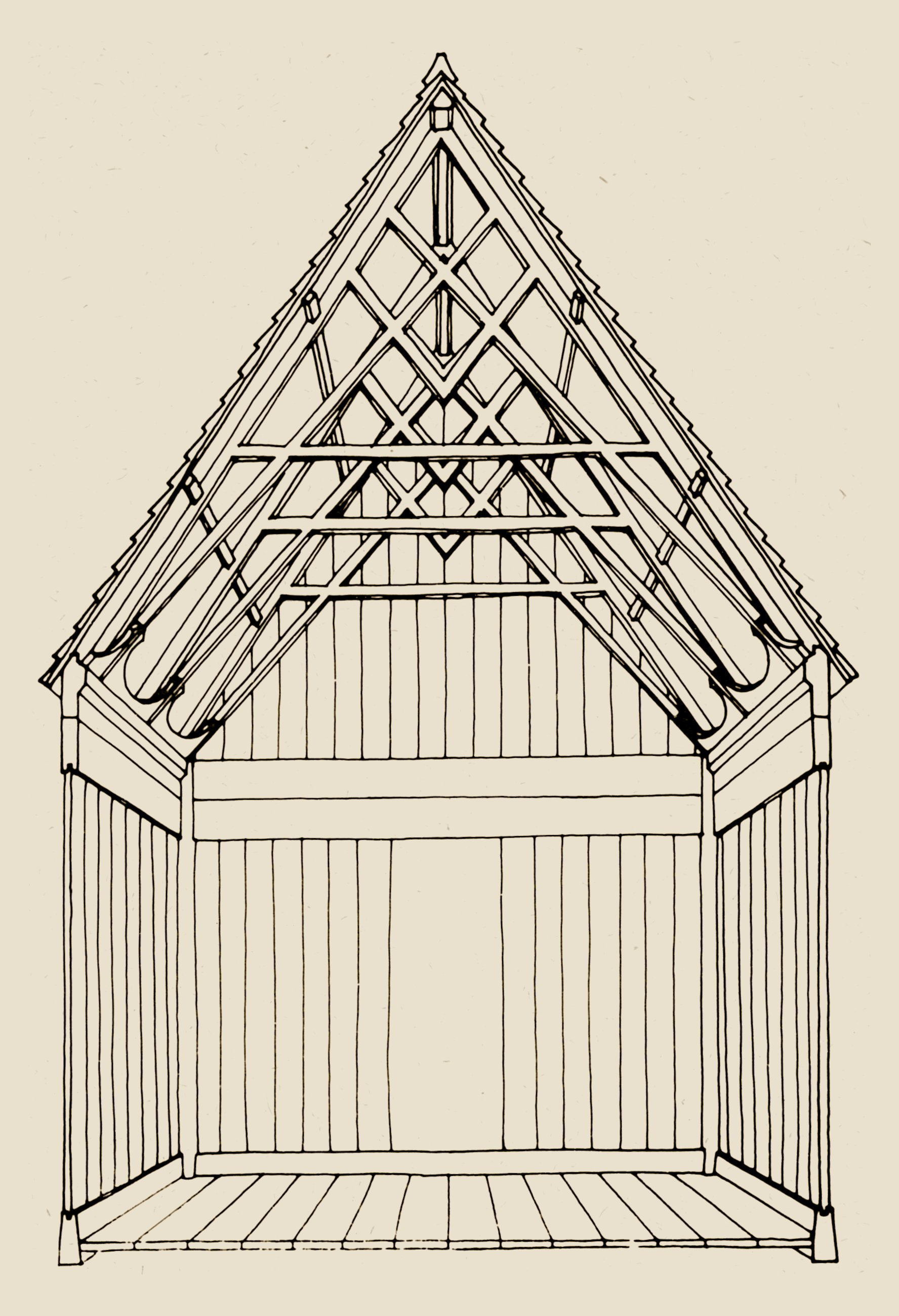
Iglesia de Haltdalen, dibujada por Håkon Christie.

Es una stavkirke de tipo A, y se la considera como la más sencilla, junto con la iglesia de madera de Hedared, en Suecia. Consiste únicamente de una sencilla nave rectangular y en el oriente un pequeño coro cuadrado. El techo es de dos aguas y su armadura corresponde a un típico sistema de stavkirke.
La iglesia ha sido modificada en varias ocasiones. En la década de 1880 fue desmontada y vuelta a levantar en Kalvskinnet, y en 1937 se trasladó a Trondheim, donde funciona actualmente como una iglesia museo. En algún momento de su historia, la iglesia perdió el portal occidental, y en ese costado solo había una pared cerrada, por lo que se le añadió el portal de la desaparecida stavkirke de Ålen, una iglesia procedente del mismo municipio. La mayor parte de la madera, sin embargo, es originaria de Haltdalen. También se añadieron ventanas en épocas posteriores a la reforma protestante, pero fueron retiradas recientemente.
El tipo de construcción de Haltdalen fue el más común en la Escandinavia oriental durante el siglo XII.

## Réplicas

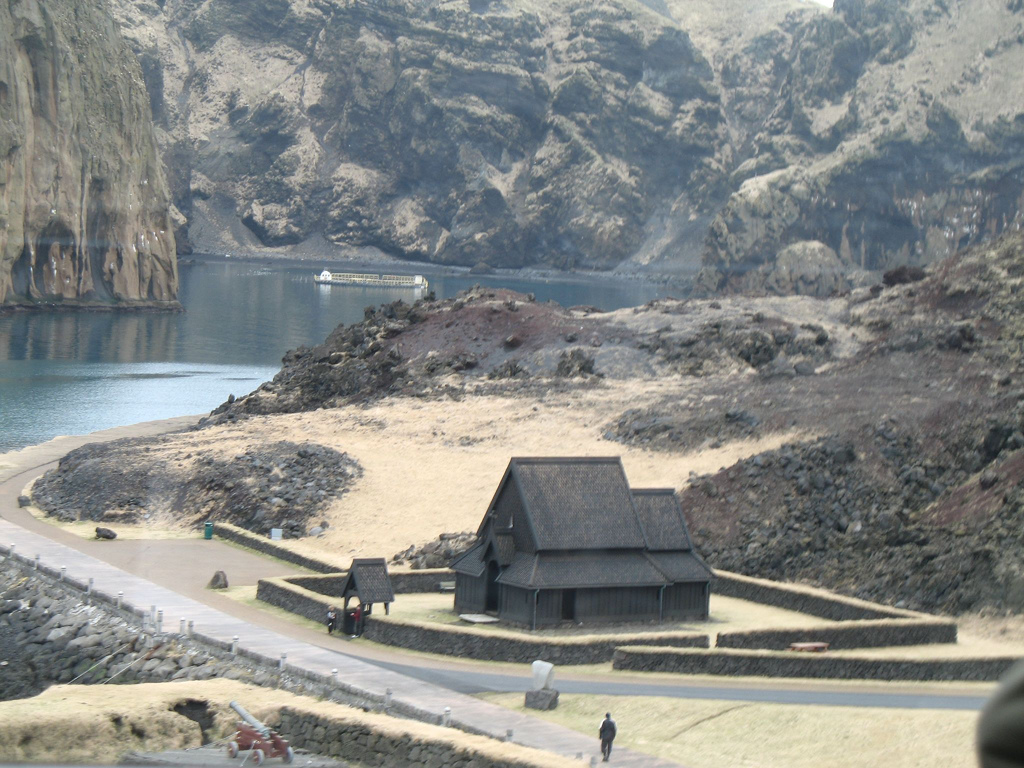
Réplica en Heimaey (Islandia)

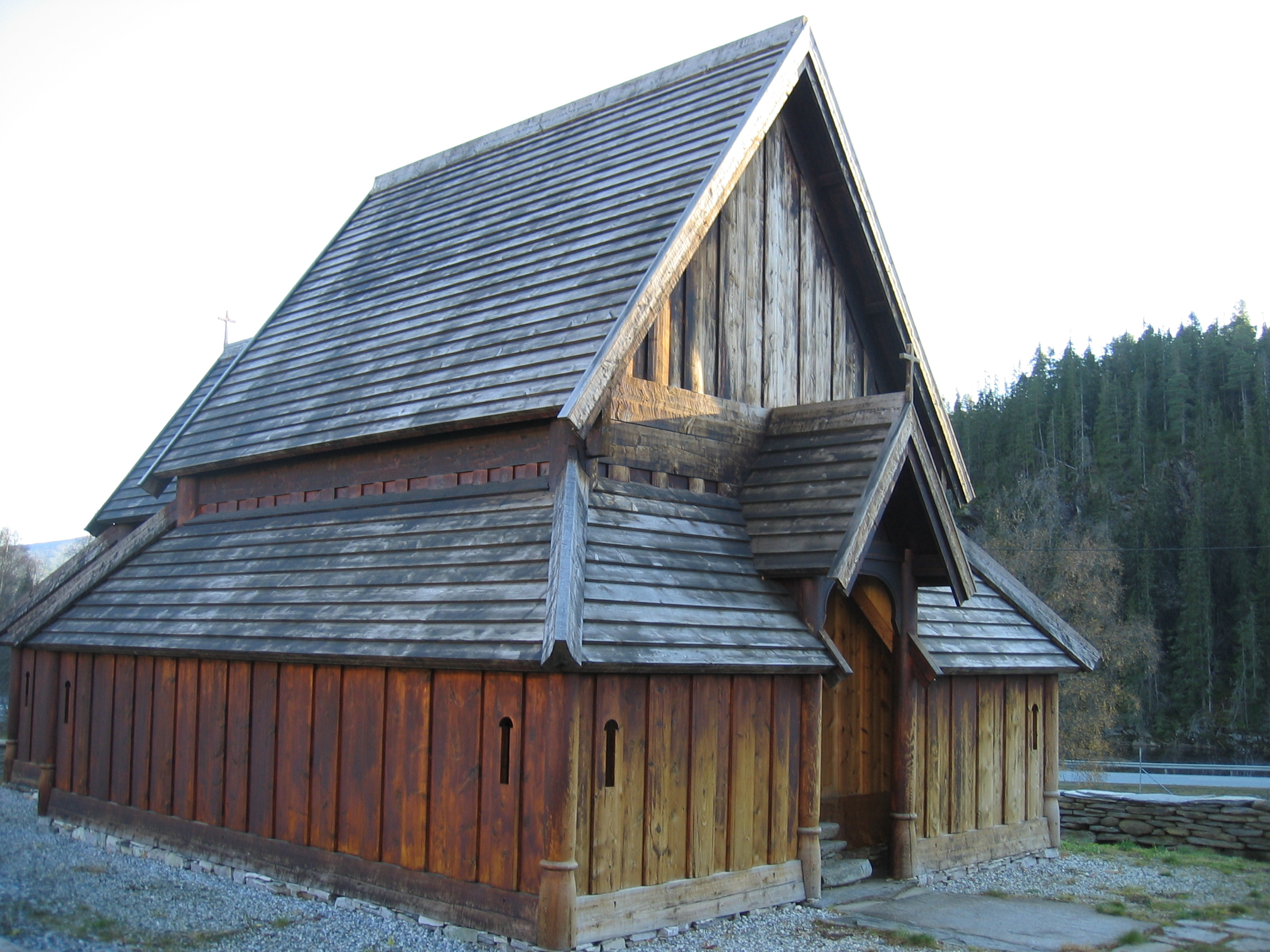
Réplica en Haltdalen (Noruega)

En el año 2000, se construyó una réplica de la iglesia de Haltdalen en la isla de Heimaey, Islandia, como un regalo de Noruega con ocasión del aniversario número 1000 de la cristianización de Islandia. Se distingue del original por tener un corredor exterior.
En 2004, el obispo de Nidaros inauguró otra réplica en Haltdalen, en el lugar que una vez ocupó la original. La construcción de esta nueva iglesia tiene el objetivo de fomentar el turismo en la región.
Una tercera réplica fue inaugurada en Lübeck, Alemania, en 2007. Esta iglesia, consagrada a San Nicolás, se asemeja a la original en que no tiene corredor exterior; sin embargo, el portal principal presenta una talla ausente en el original, y la puerta sur se abre en el coro en lugar de en la nave.